# Skottdramat vid Kent State University
Skottdramat vid Kent State University (även kallat 4 maj-massakern och Kent State-massakern) inträffade måndagen den 4 maj 1970 vid Kent State University i Kent i Ohio, då medlemmar av Ohios nationalgarde sköt mot studenter. Fyra studenter dödades och nio skadades, en av dem så allvarligt att han drabbades av permanent förlamning.
Några av studenterna som blev beskjutna protesterade mot USA:s invasion av Kambodja, vilken USA:s dåvarande president Richard Nixon meddelat om i TV den 30 april, medan andra av studenter bara gått förbi eller tittat på protesterna på avstånd. Händelsen medförde att hundratals universitet, colleges, och high schools i USA stängdes under en studentstrejk och splittrade USA, som befann sig i en tid av politisk och social oro.

## Historisk bakgrund
I november 1968 blev Richard Nixon vald till USA:s president, och lovade att få ett slut på Vietnamkriget. I november 1969 uppmärksammades My Lai-massakern, vilket ledde till stora protester världen över. Följande månad gjordes den första inkallelsen genom inkallelselotteri sedan andra världskriget. Kriget hade sett ut att gå mot sitt slut 1969, så de militära operationerna i Kambodja retade upp dem som trodde att dessa skulle medföra att kriget trappades upp.
Många unga människor, både collegestudenter och lärare, oroade sig över att behöva delta i det krig de starkt motsatte sig. Att USA trappade upp kriget till ännu ett land såg de som något som kunde öka risken för att bli inkallade, även om antalet USA-soldater som tjänstgjorde i Vietnam kulminerat redan 1967. Över hela USA genomfördes protester vid college- och universitetsområden, vilket tidskriften Time kallade en "landsomfattande studentstrejk", vilket bäddade för det som hände i början av maj månad 1970.

## I populärkultur
Händelsen inspirerade den svenska progg-gruppen Gläns över sjö & strand till att skriva låten "Ohio 4 maj 1970", vilken utgavs samma år. Neil Young skrev även låten "Ohio" till minne av de som dött i massakern. Den spelades in den 15 maj 1970.

### Ljud
- "Remembering Kent State, 1970" (audio documentary)
- "Sound Montage On Kent State", Morning Edition, NPR, 5/4/2000 (sound montage from NPR)